# ぬるぺた
『ぬるぺた』は、ゲーム・アニメが連動したオリジナルメディアミックス作品。アニメは2019年10月から12月まで放送・配信された。ゲームは2020年1月31日発売。
アニメ、ゲームいずれも「ぬる」と「ぺた」という姉妹が織りなす物語という点が共通しており、メディア媒体によって世界観が異なっている。

## 登場キャラクター
ぬる
声 - 和氣あず未
天才発明家の小学生。性格は年相応だが、学術的な面では天才的すぎるためか、学校では浮いた存在となっており不登校が続いている。本人も極度の人見知りで、他人に話しかけられると戸惑ってしまう。
事故で死亡してしまった姉のぺたをロボとして蘇らせるが、彼女の生前の性格のせいで度々振り回される。すぐにお節介を焼くぺたに嫌気がさすこともあるが、なんだかんだで大切に思っている。ぺたが事故死したことはぬるにとってトラウマになっている。
ぺた / ぺたロボ
声 - 上田麗奈
ぬるの姉で、ぬるからぺたねぇと呼ばれている。ぺた自身は作中では故人であり、学校へ登校中に自転車ごとトラックに轢かれて死亡。その後、妹のぬるの手によって生前の記憶をインプットされた「ぺたロボ」が製作された。
ぬいぐるみのような外見だが、いろいろ多機能。しかし、料理の腕は生前と同じで壊滅的であり、タケノコを添えた「暗黒チャーハン」が得意料理。また、電池式で動いているのでバッテリー切れになると機能停止して全く動けなくなる上、ウイルスに感染すると人間と同じように熱を出すこともある。リボン以外で面影は全くないが、生前と同じように優しくお節介焼きな性格で、学校に行きたがらないぬるをどうにかして学校に行かせようとする。
かき
声 - 山本真綺
ぬるにかき氷をふるまい、海で一緒に遊んだ少女。ぬるの話に興味を持ち、ものしりという素直な感想を返す。

## 用語
RTA
リアルタイムアタック（Real Time Attack）の略。ゲーム終了までに掛った現実世界での時間の短さを競う。
RSA暗号
桁数が大きい合成数の素因数分解問題が困難であることを安全性の根拠とした公開鍵暗号。
トポロジー
位相幾何学。
トーラス
ドーナツ型。穴がひとつだけ空いてる状態。
ポアンカレ予想
単連結な3次元閉多様体は3次元球面と同相という予想。
キャトルミューティレーション
1970年代のアメリカなどで起きた家畜の内臓や血などが抜き取られ殺された事件。
フラクタル
図形の部分と全体が自己相似になっているもの。
アンコンシャス・バイアス
無意識の偏見。過去の経験や習慣、周囲の環境などから身につく自分自身が気づいていないものの見方や捉え方のゆがみ・偏り。
アポフェニア
無作為や無意味な情報から規則性や関連性を見出す知覚作用。

## テレビアニメ
2019年10月から12月までAT-X、チバテレにて放送された。パッケージ版では限定の13話が収録。
2019年12月21日にはニコニコ生放送で、全話一挙とともに「ネタバレ上等 一夜限りのぬるぺたラジオ「あじゅとしゃま」」が配信された。

### スタッフ
- 原案・脚本 - はと
- 監督 - 小倉宏文
- キャラクター原案 - 竹嶋えく
- キャラクターデザイン・総作画監督 - 板倉健
- 色彩設計 - 髙橋枝里
- 美術監督 - 森尾麻紀
- 撮影監督 - 古川貴之
- 編集 - 中葉由美子
- 音響監督 - 明田川仁
- 音響制作 - マジックカプセル
- 音楽 - 岸田勇気
- プロデューサー - 木村裕之、廣川浩二
- アニメーションプロデューサー - 中村達哉
- アニメーション制作 - シンエイ動画
- 制作協力 - アセンション
- 製作 - TOKYOTOON、シンエイ動画

### 主題歌
「#NULL*Peta」
主人公姉妹、ぬる（和氣あず未）とぺた（上田麗奈）による主題歌。作詞はやしきん、作曲・編曲は岸田勇気。

### 各話リスト
| 話数   | サブタイトル                         | 絵コンテ | 演出     | 作画監督                     |
| ------ | ------------------------------------ | -------- | -------- | ---------------------------- |
| 第1話  | お姉ちゃん完成！                     | 小倉宏文 | 小倉宏文 | 板倉健                       |
| 第2話  | お姉ちゃんの完全栄養食！             | 小倉宏文 | 能田健太 | 板倉健                       |
| 第3話  | お姉ちゃん学校行かなきゃダメ？       | 能田健太 | 能田健太 | 辻村幸輝                     |
| 第4話  | お姉ちゃん宇宙行かなきゃダメ？       | 能田健太 | 能田健太 | 石川てつや                   |
| 第5話  | お姉ちゃんイズデッド!?               | 能田健太 | 能田健太 | 板倉健 小田崎恵子            |
| 第6話  | お姉ちゃんかき氷のシロップなに派？   | 能田健太 | 能田健太 | 薮本陽輔                     |
| 第7話  | お姉ちゃんは不審者!?                 | 能田健太 | 能田健太 | 飯飼一幸 小田崎恵子          |
| 第8話  | お姉ちゃんバグる！                   | 能田健太 | 能田健太 | 藤原彰人 野口啓生 金子匡邦   |
| 第9話  | お姉ちゃんって野蛮なハンマー！       | 石平信司 | 能田健太 | Znag youshick                |
| 第10話 | お姉ちゃん思うゆえに姉あり           | 能田健太 | 能田健太 | 飯飼一幸 小田崎恵子          |
| 第11話 | お姉ちゃん、お姉ちゃん、お姉ちゃん！ | 岩岡夢子 | 岩岡夢子 | 金子匡邦 野口啓生 小田崎恵子 |
| 第12話 | ぬるぺた                             | 小倉宏文 | 岩岡夢子 | 藤原彰人 小田崎恵子 野口啓生 |

### 放送局
| 放送期間                 | 放送時間                     | 放送局   | 対象地域 | 備考                       |
| ------------------------ | ---------------------------- | -------- | -------- | -------------------------- |
| 2019年10月4日 - 12月20日 | 金曜 22:40 - 22:50           | AT-X     | 日本全域 | CS放送／リピート放送あり。 |
| 2019年10月6日 - 12月22日 | 日曜 2:30 - 2:35（土曜深夜） | チバテレ | 千葉県   | 短縮版を放送。             |

| 配信期間                       | 配信時間        | 配信サイト |
| ------------------------------ | --------------- | --- |
| 2019年10月4日 - 12月20日       | 金曜 12:00 更新 | ニコニコ動画 AbemaTV GYAO! dアニメストア バンダイチャンネル U-NEXT TSUTAYA TV ビデオマーケット FOD dTV Rakuten TV ひかりTV ふらっと動画 HAPPY!動画 ビデックスJP |
| 海外ではクランチロールで配信。 |                 | |

## ゲーム
2020年1月31日にSteamにて発売。タイトルは「ぬるぺた -クイーンバグの襲来-」発売前に際し、公式ブログでは世界観と思わしきイメージボードが公開されている。特典が収録されたパッケージ版も発売。
ゲーム版では、ぺた、およびぺたロボをプレイヤーキャラとして操作し、バグを撃退する探査型アクションゲームとなっている。